# Гетерохроматин

На малюнку показано розташування гетерохроматину в ядрі клітини людини

Гетерохроматин — конденсований (компактизований) стан хроматину, що утворює хромоцентри в клітинному ядрі на стадії інтерфази, а також ділянки інтенсивного забарвлення на метафазних хромосомах. Особливістю гетерохроматину є транскрипційна інертність ДНК, що входить до його складу.

## Історія відкриття і досліджень
На початку XX століття дослідниками в галузі цитології були помічені особливості забарвлення ядра та хромосом. Як в інтерфазному ядрі, так і в хромосомах були знайдені ділянки більш інтенсивно забарвлені специфічним до ДНК барвником. Німецький дослідник Еміль Хайц вперше висунув гіпотезу, що інтенсивно зафарбовані частини ядра і хромосом відповідають більш щільно компактизованому хроматину. Ним було введено терміни «гетерохроматин» для даних районів і «еухроматин» для деконденсованого генетично активного хроматину.

## Конститутивний (структурний) і факультативний гетерохроматин
Більшість дослідників розрізняють поняття конститутивний і факультативний гетерохроматин.
Конститутивний (структурний) гетерохроматин залишається висококомпактизованим протягом всього клітинного циклу, фактично не має генів, ДНК-компонент структурного гетерохроматину представлений сателітними ДНК.
Факультативний гетерохроматин найчастіше є формою існування інактивованих в ході індивідуального розвитку локусів хромосом. Його особливістю є здатність переходити в активний стан, деконденсуватися.

## Додаткова література
- Grewal, Shiv I.S. (2023-06). The molecular basis of heterochromatin assembly and epigenetic inheritance. Molecular Cell 83 (11). doi:10.1016/j.molcel.2023.04.020.
- Bell Oliver; Burton Adam; Dean Caroline та ін. (17 квітня 2023). Heterochromatin definition and function. Nature Reviews Molecular Cell Biology (англ.). doi:10.1038/s41580-023-00599-7.